# Conus traversianus
Conus traversianus é uma espécie de gastrópode do gênero Conus, pertencente a família Conidae.